# Afèresi (medicina)
L'afèresi és la tècnica mitjançant la qual se separen els components de la sang, de manera que són seleccionats els necessaris per a la seva aplicació en medicina, mentre la resta són retornats al torrent sanguini.

## Finalitat de l'afèresi
La finalitat de l'afèresi és l'extracció d'un component sanguini destinat a la transfusió o per al tractament d'algunes malalties que necessiten l'eliminació d'un component patològic de la sang.

## Descripció del procés de l'afèresi

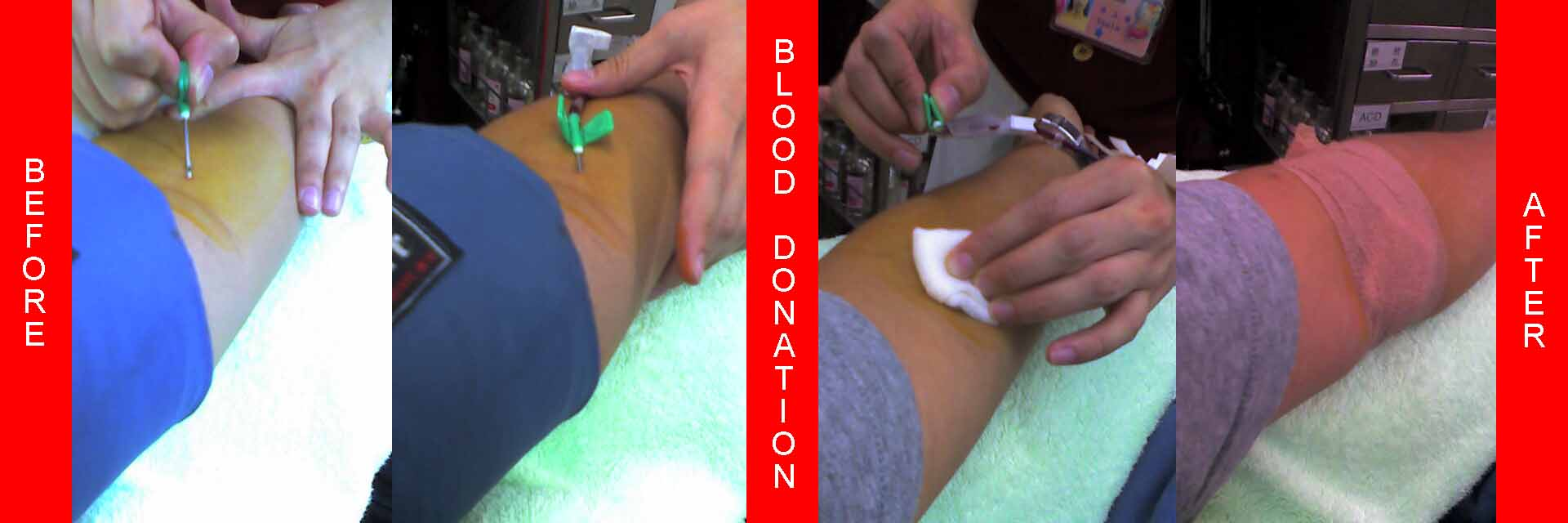
Donació de sang

El procediment de l'afèresi consisteix a connectar per via venosa a través d'un o dos accessos al donant o al pacient, a una màquina separadora de cèl·luless (glòbuls vermells, glòbuls blancs i plaquetes), mitjançant un equip de bosses i tubs de recol·lecció estèrils. La sang arriba al separador cel·lular, on es processa i se selecciona el producte a recol·lectar, i la resta de la sang és retornada al pacient o al donant. Segons el tipus de màquina de recol·lecció i el producte que es pretén obtenir, l'afèresi pot durar entre 30 minuts i dues hores.
Els criteris de selecció del donant són els mateixos establerts per a la donació de sang. Aquest procediment es realitza sota la supervisió de personal mèdic i d'infermeria amb experiència en aquest tipus de donació.
Periòdicament, durant l'afèresi, es realitzen una sèrie de controls de la donació com ara el pols, la tensió i l'estat general del donant o pacient.

## Efectes secundaris
- Durant les afèresis els efectes secundaris més freqüents són les rampes musculars (especialment la sensació de formigueig als llavis), que se solucionen amb certa facilitat subministrant calci.
- Altres efectes secundaris de molt baixa freqüència són: hipotensió causa de la circulació extracorpòria, malestar general o síncope.